# Lite-On
Lite-On är ett taiwanesiskt företag som bland annat tillverkar läs- och skrivenheter för CD- och DVD-skivor.